# Década de 1340
Séculos: Século XIII - Século XIV - Século XV
Décadas: 1310 1320 1330 - 1340 - 1350 1360 1370
Anos: 1340 - 1341 - 1342 - 1343 - 1344 - 1345 - 1346 - 1347 - 1348 - 1349